# Wendilgarda mexicana
Wendilgarda mexicana är en spindelart som beskrevs av Eugen von Keyserling 1886. Wendilgarda mexicana ingår i släktet Wendilgarda och familjen strålspindlar. Inga underarter finns listade i Catalogue of Life.